# Uuden Musiikin Kilpailu 2013
Der 2. Uuden Musiikin Kilpailu (Abk. UMK) fand am 9. Februar 2013 statt und war der finnische Vorentscheid für den Eurovision Song Contest 2013 in Malmö, Schweden.
Siegerin der Ausgabe wurde die Sängerin Krista Siegfrids mit ihrem Lied Marry Me.

## Format

### Konzept
Das Konzept vom Vorjahr wurde 2013 etwas abgeändert. So wurde die Teilnehmerzahl von 12 zwar beibehalten, allerdings gab es andere Formate für die einzelnen Sendungen. So gab es zuerst drei Vorstellungsrunden, wo sich die Teilnehmer der Öffentlichkeit präsentierten. Danach folgten zwei Heats, in dem lediglich die Jury das Ergebnis bestimmte. Ein Teilnehmer schied dabei aus, während zwei Teilnehmer direkt das Finale erreichten. Die verbliebenen Teilnehmer zogen in das Halbfinale ein. Dort entschied dann erneut lediglich die Jury, welche Teilnehmer das Finale erreichten. Im Finale traten dann acht Teilnehmer gegeneinander an, wobei der Sieger zu 50 % per Juryvoting und zu 50 % per Televoting entschieden wurde.

### Beitragswahl
Vom 3. September 2012 bis zum 16. September 2012 konnten Beiträge bei YLE eingereicht werden.
Am 26. September 2012 gab YLE bekannt, dass sie insgesamt 470 Beiträge erhalten haben.

### Jury
Am 19. November 2012 stellte YLE die vierköpfige Jury des UMK 2013 vor. Diese bestand aus folgenden Personen:
- Tomi Saarinen (Chef von YLEs Jugendradio YleX)
- Aija Puurtinen (Sängerin und Musikprofessorin)
- Toni Wirtanen (Heavy metal Sänger und Teil der Band Apulanta)
- Redrama (Rapper)

## Teilnehmer
Am 4. Dezember 2012 präsentierte YLE über einen Livestream die 12 Teilnehmer des Uuden Musiikin Kilpailu 2013.

## Vorstellungsrunden
Insgesamt drei Vorstellungsrunden wurden am 27. Dezember 2012, 3. Januar 2013 und 10. Januar 2013 übertragen. In der ersten Sendung wurden alle 12 Kandidaten sowie die vier Juroren vorgestellt. In der zweiten und dritten Sendung stellten sich je sechs Kandidaten näher vor. 
Die Vorstellungsrunden wurden bereits im November 2012 aufgenommen, so dass die zwölf Teilnehmer sich mit den Kommentaren der Jury befassen konnten und ihre Lieder überarbeiten konnten. Die finalen Versionen der Lieder wurden im Januar 2013 im YLE Radio Suomi vorgestellt.

## Heats

### Heat 1
Heat 1 fand am 17. Januar 2013 im Club Circus in Helsinki statt. Zwei Teilnehmer erreichten direkt das Finale, während vier Weitere das Halbfinale erreichten. Ein Teilnehmer schied aus.
| Startnr. | Interpret        | Lied Musik (M) und Text (T)                                           | Sprache  | Übersetzung (Inoffiziell)      | Jury          | Jury           | Jury          | Jury    | Gesamt |
| Startnr. | Interpret        | Lied Musik (M) und Text (T)                                           | Sprache  | Übersetzung (Inoffiziell)      | Toni Wirtanen | Aija Puurtinen | Tomi Saarinen | Redrama | Gesamt |
| -------- | ---------------- | --------------------------------------------------------------------- | -------- | ------------------------------ | ------------- | -------------- | ------------- | ------- | ------ |
| 1        | Iina Salin       | Last Night M: Iina Salin, Tommi Gröhn; T: Iina Salin                  | Englisch | Letzte Nacht                   | 6             | 8              | 8             | 7       | 29     |
| 2        | Last Panda       | Saturday Night Forever M/T: Last Panda, Henry Tikkanen, Aapo Immonen  | Englisch | Samstagnacht für immer         | 8             | 6              | 7             | 6       | 27     |
| 3        | Mikael Saari     | We Should Be Through M/T: Mikael Saari, Kai Poutanen, Tuomas Vertanen | Englisch | Wir sollten durchgekommen sein | 10            | 10             | 9             | 9       | 38     |
| 4        | Ilari Hämäläinen | Sytytä Mut Vaan M/T: Ilari Hämäläinen                                 | Finnisch | Erleuchte mich                 | 5             | 6              | 6             | 4       | 21     |
| 5        | Rautakoura       | Ilmalaivalla M/T: Lauri Häme, Rautakoura                              | Finnisch | Kammer auf Sendung             | 7             | 6              | 7             | 6       | 26     |
| 6        | Diandra          | Colliding Into You M: Patrick Sarin, Leri Leskinen; T: Sharon Vaughn  | Englisch | In dich kolidieren             | 8             | 8              | 6             | 6       | 32     |

 Kandidat hat sich für das Finale qualifiziert.
 Kandidat hat sich für das Halbfinale qualifiziert.

### Heat 2
Heat 2 fand am 24. Januar 2013 im Club Circus in Helsinki statt. Zwei Teilnehmer erreichten direkt das Finale, während vier Weitere das Halbfinale erreichten. Ein Teilnehmer schied aus.
| Startnr. | Interpret        | Lied Musik (M) und Text (T)                                                                                      | Sprache  | Übersetzung (Inoffiziell)    | Jury          | Jury           | Jury          | Jury    | Gesamt |
| Startnr. | Interpret        | Lied Musik (M) und Text (T)                                                                                      | Sprache  | Übersetzung (Inoffiziell)    | Toni Wirtanen | Aija Puurtinen | Tomi Saarinen | Redrama | Gesamt |
| -------- | ---------------- | --- | -------- | ---------------------------- | ------------- | -------------- | ------------- | ------- | ------ |
| 1        | Atletico Kumpula | Paperilyhty M/T: Kyösti Salokorpi, Atlético Kumpula                                                              | Finnisch | Papierlaterne                | 7             | 6              | 8             | 7       | 28     |
| 2        | Krista Siegfrids | Marry Me M/T: Krista Siegfrids, Erik Nyholm, Kristofer Karlsson, Jessika Lundström                               | Englisch | Heirate mich                 | 8             | 8              | 9             | 9       | 34     |
| 3        | Lucy Was Driving | Dancing All Around The Universe M: Lucy Was Driving; T: Otso Koskelo                                             | Englisch | Um das Universum herumtanzen | 6             | 7              | 7             | 6       | 26     |
| 4        | Arion            | Lost In The Woods M/T: Iivo Kaipainen                                                                            | Englisch | Verloren im Wald             | 9             | 9              | 9             | 8       | 35     |
| 5        | Elina Orkoneva   | He’s Not My Man M/T: Elina Orkoneva, Mikko Arlin, Joona Hasan, Eveliina Jämsä, Lauri Lähteenkorva, Henri Mäntylä | Englisch | Er ist nicht mein Mann       | 6             | 7              | 7             | 6       | 25     |
| 6        | Great Wide North | Flags M: Kaj Kiviniemi, Mika Kiviniemi; T: Kaj Kiviniemi                                                         | Englisch | Flaggen                      | 9             | 9              | 9             | 9       | 36     |

 Kandidat hat sich für das Finale qualifiziert.
 Kandidat hat sich für das Halbfinale qualifiziert.

## Halbfinale
Das Halbfinale fand am 31. Januar 2013 im Club Circus in Helsinki statt. Vier der sechs Teilnehmer erreichten dabei das Finale.
| Startnr. | Interpret        | Lied Musik (M) und Text (T)                                                                                      | Sprache  | Übersetzung (Inoffiziell)    | Jury          | Jury           | Jury          | Jury    | Gesamt |
| Startnr. | Interpret        | Lied Musik (M) und Text (T)                                                                                      | Sprache  | Übersetzung (Inoffiziell)    | Toni Wirtanen | Aija Puurtinen | Tomi Saarinen | Redrama | Gesamt |
| -------- | ---------------- | --- | -------- | ---------------------------- | ------------- | -------------- | ------------- | ------- | ------ |
| 1        | Last Panda       | Saturday Night Forever M/T: Last Panda, Henry Tikkanen, Aapo Immonen                                             | Englisch | Samstagnacht für immer       | 6             | 6              | 6             | 6       | 24     |
| 2        | Elina Orkoneva   | He’s Not My Man M/T: Elina Orkoneva, Mikko Arlin, Joona Hasan, Eveliina Jämsä, Lauri Lähteenkorva, Henri Mäntylä | Englisch | Er ist nicht mein Mann       | 6             | 8              | 9             | 9       | 32     |
| 3        | Rautakoura       | Ilmalaivalla M/T: Lauri Häme, Rautakoura                                                                         | Finnisch | Kammer auf Sendung           | 6             | 6              | 6             | 6       | 24     |
| 4        | Great Wide North | Flags M: Kaj Kiviniemi, Mika Kiviniemi; T: Kaj Kiviniemi                                                         | Englisch | Flaggen                      | 10            | 10             | 10            | 10      | 40     |
| 5        | Iina Salin       | Last Night M: Iina Salin, Tommi Gröhn; T: Iina Salin                                                             | Englisch | Letzte Nacht                 | 5             | 7              | 6             | 6       | 24     |
| 6        | Lucy Was Driving | Dancing All Around The Universe M: Lucy Was Driving; T: Otso Koskelo                                             | Englisch | Um das Universum herumtanzen | 5             | 6              | 5             | 6       | 22     |

 Kandidat hat sich für das Finale qualifiziert.

## Finale
Das Finale fand am 9. Februar 2013 in der Barona Areena in Espoo statt.
| Platz | Startnr. | Interpret        | Lied Musik (M) und Text (T)                                                                                      | Sprache  | Übersetzung (Inoffiziell)      | Jury          | Jury           | Jury          | Jury    | Jury   | Jury     | Zuschauerstimmen (Televoting & SMS) | Gesamt |
| Platz | Startnr. | Interpret        | Lied Musik (M) und Text (T)                                                                                      | Sprache  | Übersetzung (Inoffiziell)      | Toni Wirtanen | Aija Puurtinen | Tomi Saarinen | Redrama | Gesamt | Jury (%) | Zuschauerstimmen (Televoting & SMS) | Gesamt |
| ----- | -------- | ---------------- | --- | -------- | ------------------------------ | ------------- | -------------- | ------------- | ------- | ------ | -------- | ----------------------------------- | ------ |
| 1.    | 4        | Krista Siegfrids | Marry Me M/T: Krista Siegfrids, Erik Nyholm, Kristofer Karlsson, Jessika Lundström                               | Englisch | Heirate mich                   | 9             | 9              | 10            | 10      | 38     | 14,6 %   | 38,6 %                              | 26,6 % |
| 2.    | 6        | Mikael Saari     | We Should Be Through M/T: Mikael Saari, Kai Poutanen, Tuomas Vertanen                                            | Englisch | Wir sollten durchgekommen sein | 10            | 10             | 9             | 9       | 38     | 14,6 %   | 18,4 %                              | 16,5 % |
| 3.    | 8        | Diandra          | Colliding Into You M: Patrick Sarin, Leri Leskinen; T: Sharon Vaughn                                             | Englisch | In dich kolidieren             | 8             | 8              | 8             | 8       | 32     | 12,3 %   | 15,8 %                              | 14,1 % |
| 4.    | 7        | Great Wide North | Flags M: Kaj Kiviniemi, Mika Kiviniemi; T: Kaj Kiviniemi                                                         | Englisch | Flaggen                        | 10            | 10             | 9             | 9       | 38     | 14,6 %   | 12,0 %                              | 13,3 % |
| 5.    | 1        | Arion            | Lost In The Woods M/T: Iivo Kaipainen                                                                            | Englisch | Verloren im Wald               | 9             | 9              | 9             | 8       | 35     | 13,5 %   | 07,0 %                              | 10,2 % |
| 6.    | 2        | Elina Orkoneva   | He’s Not My Man M/T: Elina Orkoneva, Mikko Arlin, Joona Hasan, Eveliina Jämsä, Lauri Lähteenkorva, Henri Mäntylä | Englisch | Er ist nicht mein Mann         | 7             | 8              | 7             | 8       | 30     | 11,5 %   | 05,2 %                              | 08,4 % |
| 7.    | 3        | Lucy Was Driving | Dancing All Around The Universe M: Lucy Was Driving; T: Otso Koskelo                                             | Englisch | Um das Universum herumtanzen   | 6             | 7              | 6             | 6       | 25     | 09,6 %   | 01,6 %                              | 05,6 % |
| 8.    | 5        | Last Panda       | Saturday Night Forever M/T: Last Panda, Henry Tikkanen, Aapo Immonen                                             | Englisch | Samstagnacht für immer         | 6             | 6              | 6             | 6       | 24     | 09,2 %   | 01,4 %                              | 05,3 % |